# Bernardo Buontalenti
Bernardo Buontalenti, vero nome Bernardo Timante Buonacorsi (Firenze, 1531 – Firenze, 6 giugno 1608), è stato un architetto, scultore, pittore, ingegnere militare e scenografo italiano che, con la sua lunga ed operosa attività presso la corte granducale fiorentina, fu uno degli artisti più importanti ed influenti della seconda metà del Cinquecento e personaggio chiave dell'epoca del manierismo fiorentino, fortemente legata alla personalità di Michelangelo ed in genere al Rinascimento toscano.

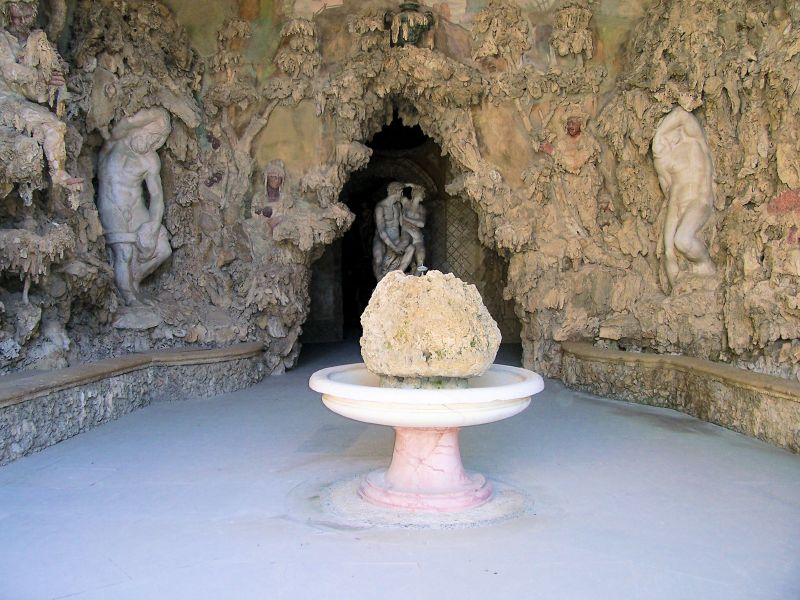
La Grotta del Buontalenti, capolavoro manierista nel Giardino di Boboli.

Secondo diverse fonti fu lui a inventare il gelato così come oggi lo conosciamo, nel 1565, alla corte di Caterina de' Medici.

## Biografia e opere

### Formazione
Rimasto illeso da ragazzo da una frana in Costa San Giorgio che travolse la sua casa e la sua famiglia, entrò fin da ragazzo al servizio della corte granducale e divenne allievo del Vasari e del pittore Salviati. Fu anche ammiratore dell'architettura di Michelangelo e delle opere di Ammannati.

La sua formazione fu eccezionalmente completa e gli permise di estendere le sue competenze anche alla scenografia (sotto la guida di Vasari).

Ancora giovane, ebbe l'onore di partecipare agli allestimenti effimeri per le onoranze pubbliche di Michelangelo, con una tela di grandi proporzioni raffigurante i grandi fiumi del mondo.

Collaborò con Niccolò Tribolo e il Vasari ai più importanti cantieri granducali, in cui, dopo la loro morte, subentrerà, sovraintendendo al completamento, per esempio, degli Uffizi e del complesso di Palazzo Pitti e giardino di Boboli.

Intorno al 1564 fu tra i collaboratori di Baldassarre Lanci nell'edificazione di Terra del Sole, completando la sua formazione con la conoscenza della fortificazione alla moderna a cui si era appassionato, tanto che Vasari sembra rimproverarglielo, avendo trascurato la pittura in cui ben prometteva.

### Francesco I

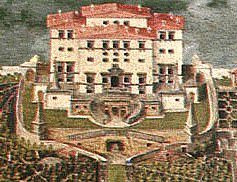
La scomparsa villa di Pratolino.

Con Francesco I, conosciuto fin da ragazzo, si creò, prima ancora della sua ascesa al trono, una completa sintonia intellettuale ed un sodalizio interrotto solo nel 1587 con la morte del granduca.
Buontalenti fece sostanzialmente da precettore al principe sulle questioni artistiche, accompagnandolo anche in un viaggio in Spagna tra il 1562 e 1563.
Per Francesco, ancora principe reggente, Buontalenti progettò, tra l'altro, quella che probabilmente è da considerare sua prima opera architettonica autonoma (1568) ovvero il Palazzo di Bianca Cappello in via Maggio, il Casino di San Marco (1574), contenente il laboratorio del principe, e la villa Medicea di Pratolino con l'annesso parco (1569-1575), noto per le fontane con giochi d'acqua e la scultura colossale dell'Appennino creata dal Giambologna.

### Architetto di corte
Diventato l'architetto di corte, dopo la morte di Vasari nel 1574, fu presente in tutte le committenze granducali, occupandosi dei più svariati campi, dagli interventi urbanistici, come l'ampliamento di Livorno, agli allestimenti effimeri, come l'apparato nel Battistero di Firenze per il battesimo del principe Filippo (1577) e apparati per spettacolari feste di corte, spettacoli, giochi pirotecnici per i quali realizzò molti disegni che tuttora si conservano agli Uffizi.
Si cimentò anche nella pittura e nella miniatura, ma in modo saltuario. Più rilevante fu la sua attività nel campo delle arti decorative: oreficeria, ceramica ebanisteria, disegnando molti degli arredi e degli oggetti più preziosi per la corte medicea, realizzati nelle manifatture granducali ospitate prima nel Casino mediceo e poi agli Uffizi. Si occupò anche degli aspetti più minuti della vita di corte, tanto che gli viene attribuita l'invenzione del gelato, in occasione di uno dei banchetti di rappresentanza più importanti a cui sovraintese: le nozze di Maria de' Medici.

### I grandi cantieri fiorentini

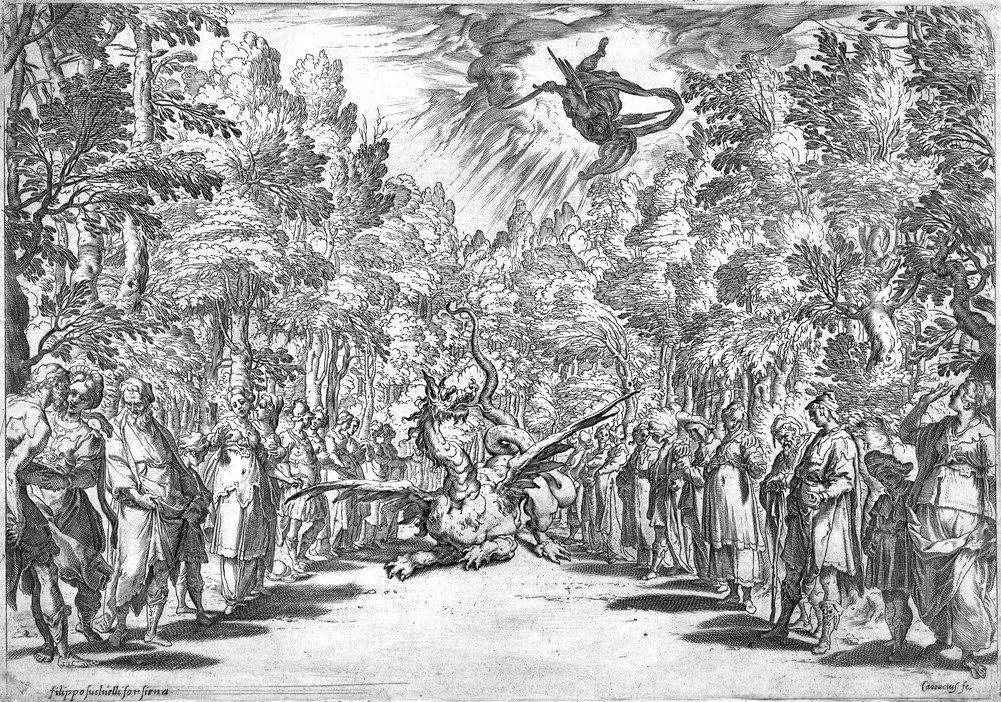
Una scena per gli intermezzi della Pellegrina.

Per il complesso di Palazzo Pitti progettò buona parte delle decorazioni interne ed alcune sistemazioni del giardino, come la Grotticina della Madama (1570) e la celebre Grotta detta "del Buontalenti" (1575) che conservava i Prigioni di Michelangelo.
Si occupò anche del cantiere di Palazzo Vecchio ed in particolare dell'ampliamento posteriore.

Dal 1563 al 1580, ampliò anche il palazzo degli Uffizi, allestendo con opere d'arte la Galleria all'ultimo piano, gettando le basi per il museo più antico dell'Europa moderna. Completò anche il corridoio che unisce il palazzo con il Pitti.

Nello stesso complesso realizzò la tribuna ottagonale (1584-1587), destinata ad ospitare le opere più importanti della collezione medicea e la famosa Porta delle Suppliche, con un timpano rovesciato che è diventato un'opera emblematica del manierismo.
All'interno degli Uffizi realizzò anche il Teatro Mediceo (1583-1586), per il quale progettava anche i costumi e le scenografie per i vari spettacoli che ebbero vasta risonanza e furono una tappa importante nel teatro rinascimentale verso il teatro barocco italiano. Memorabile l'allestimento degli "Intermedi della Pellegrina", rappresentata nel 1589 per il matrimonio di Ferdinando de' Medici.

### Le ville fuori città
Già per Francesco I aveva sistemato varie dimore extraurbane, come la villa medicea di Lappeggi (dal 1569) e la villa di Trefiano (progettata nel 1570).

Dal 1575 al 1590, si occupò di varie opere alla villa della Petraia e alla villa Medici. Intorno al 1583, anno in cui i Medici acquistarono la villa sul Montalbano, ristrutturò completamente villa La Magia. Nel 1586, progettò la villa medicea di Coltano.

Nelle ville fuori città Buontalenti utilizzò un linguaggio estremamente semplificato, con grandi superfici intonacate, secondo il prototipo della villa medicea di Poggio a Caiano.

### Fortificazioni e progetti urbanistici

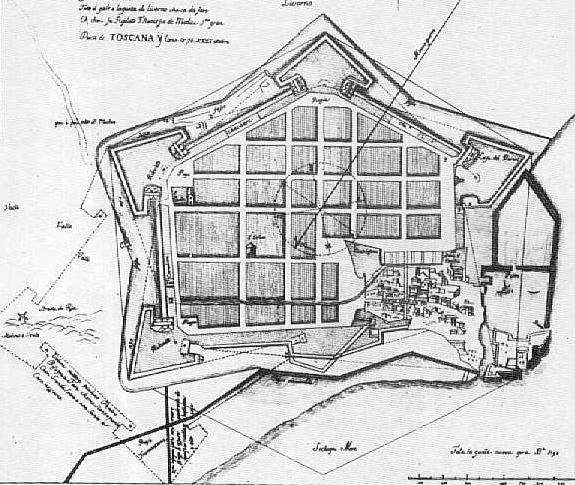
Le mura pentagonali di Livorno.

Anche nell'arte militare apportò numerosi contributi, sia nelle fortificazioni, come nel Forte di Belvedere oppure nelle mura di Pistoia, Sansepolcro, Grosseto, Prato, Portoferraio e Napoli. Si possono annoverare a tal riguardo due trattati riguardanti le fortificazioni e le tecniche ingegneristiche. Perfezionò le armi, come i cannoni, e inventò una granata incendiaria.
Suo il progetto originario per la città nuova, il Fosso Reale e le fortificazioni di Livorno, che andò ad integrare il nucleo preesistente dell'abitato medievale all'interno di un impianto planimetrico regolare, di forma pentagonale.

Detto progetto, pervenutoci in due copie realizzate solo nel 1797 e 1801, impegnò Buontalenti sin dal 1575; il disegno non forniva particolari indicazioni sull'organizzazione funzionale della nuova città, ma si limitava ad evidenziare una serie di isolati edificabili all'interno della cerchia di mura. I lavori partirono nel 1577 e si conclusero, con sensibili modifiche rispetto al progetto originario, all'inizio del XVII secolo.

Lo stesso Buontalenti approntò un progetto per il duomo cittadino, ipotizzando la costruzione di una chiesa, con annesso convento, circondata da portici su tutti i lati, secondo un modello desunto dal trattato De re aedificatoria di Leon Battista Alberti. Anche in questo caso il disegno fu completamente rivisto dai suoi successori.

### Ultimo periodo
Abitò in un palazzetto di via Maggio, dove accoglieva un circolo di amici ed intellettuali. Nonostante l'enorme successo, la sua prodigalità lo rovinò e se non fosse stato per il Granduca, che gli offrì una pensione, sarebbe morto in completa miseria.

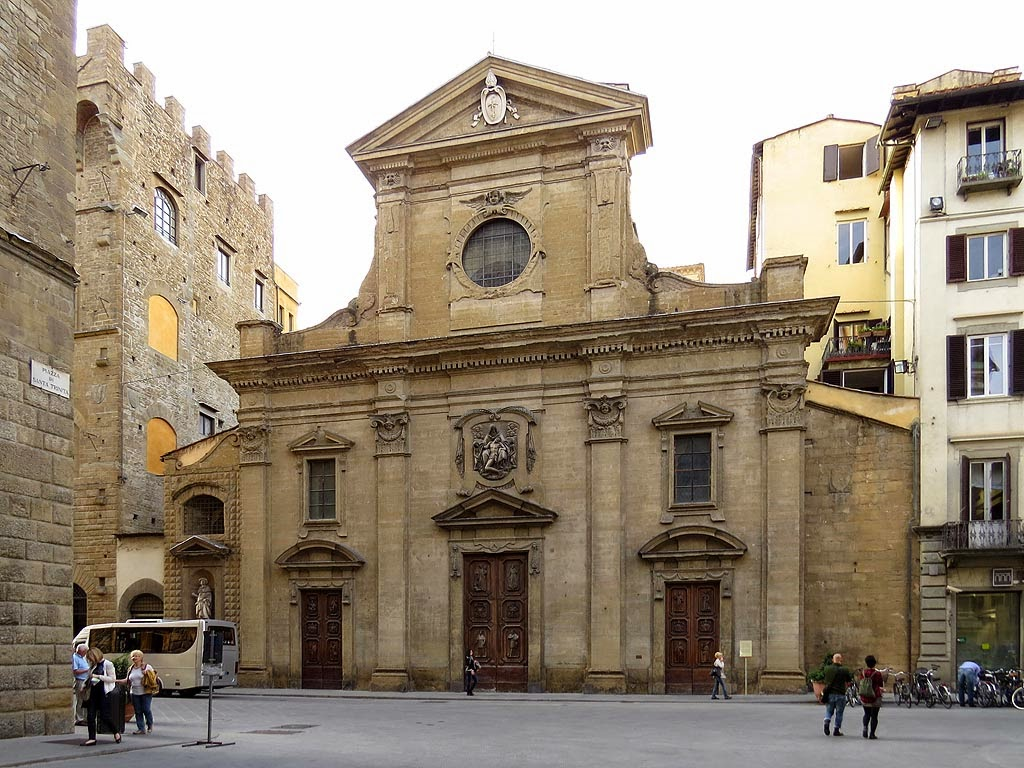
La Basilica della Santa Trinita, a Firenze.

Nel 1593, si impegnò alla facciata della chiesa di Santa Trinita e successivamente delle cappelle di Santo Spirito, dei modelli per la facciata del Duomo e di San Lorenzo.
Pur gravemente ammalato, fu attivo, grazie a numerosi collaboratori, fino agli ultimi anni, progettando, tra l'altro, la villa medicea di Artimino, nella quale ripropose l'immagine di semplicità delle ville di un secolo prima, con semplici superfici murarie intonacate, e forse la villa medicea dell'Ambrogiana e la villa di Cerreto Guidi. Morì a Firenze il 6 giugno 1608 e fu sepolto nella tomba di famiglia nella chiesa di San Niccolò Oltrarno.

## Altre opere

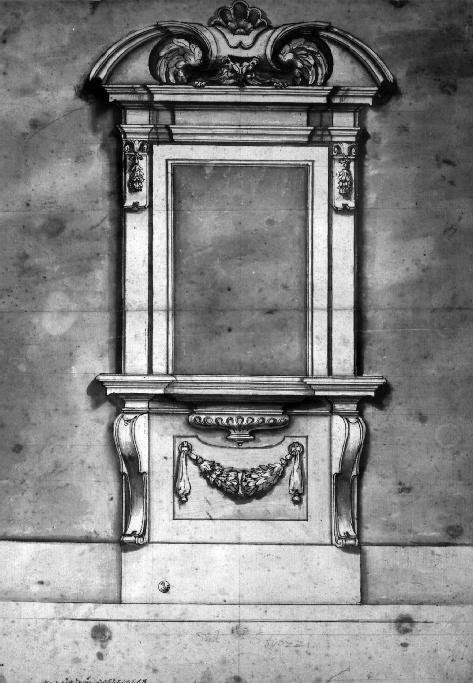
Disegno per la finestra inginocchiata di palazzo Nonfinito.

- Cappella di Pietrafitta a San Gimignano.
- Palazzo mediceo di Seravezza (dal 1561), attribuito.
- Altare in Santa Trinita (1574) e scalinata, oggi spostata nella chiesa di Santo Stefano al Ponte a Firenze.
- Porticato e ristrutturazione dell'ospedale di Santa Maria Nuova a Firenze (realizzato dopo la sua morte).
- Palazzo "Nonfinito" a Firenze (dal 1593).
- Villa medicea di Marignolle.
- Logge di Banchi a Pisa (tra il 1603 ed il 1605).
- Palazzo Gerini a Firenze.
- Fontana dello Sprone a Firenze.

### Annotazioni
1. ↑  A Terra del Sole gli viene attribuito, da alcuni, il progetto del Palazzo dei Conservatori, che sarebbe la sua prima opera d'architettura.
2. ↑  «…se avesse costui quando era giovinetto (sebbene non passa ancora trenta anni) atteso agli studi dell’arte, sì come attese al modo di fortificare, in che spese assai tempo, egli sarebbe oggi per avventura a tal punto di eccellenza che altri ne stupirebbe…».[1]
3. ↑  Fu detto "Bernardo delle girandole".

### Fonti
1. 1 2 3 4 5  Vasari 1568.
2. ↑   Le Muse, vol. 2, Novara, De Agostini, 1964,  486-487.
3. 1 2   Marco Gemelli, Chi inventò davvero il gelato? Sappiamo che avvenne a Firenze, ma ancora ci sono ombre sulla sfida tra Bernardo Buontalenti e il macellaio Ruggeri. Vediamo di mettere un po’ d’ordine…, su ilforchettiere.it, Il Forchettiere, 9 maggio 2013. URL consultato il 6 giugno 2021.
4. ↑   Nazzareno Luigi Todarello, Le arti della scena: lo spettacolo in Occidente da Eschilo al trionfo dell'opera, Novi Ligure, Latorre, 2006,  p. 269, ISBN 8890320206.
5. ↑   Renato Barilli, Maniera moderna e manierismo, Milano, Feltrinelli, 2004, ISBN 88-07-10363-X.
6. ↑  Per l'eventuale presenza del Buontalenti all'Ambrogiana, si veda: Amelio Fara, Le ville di Bernardo Buontalenti nel tardo rinascimento toscano, in Storia dell'Arte, Firenze, 1977; Amelio Fara, Le ville buontalentiane, Firenze, 1978;  Amelio Fara, Bernardo Buontalenti: l'architettura, la guerra e l'elemento geometrico, Genova, Sagep, 1988,  pp. 210-211, ISBN 88-7058-270-1.